# Anne-Marie Idrac
Anne-Marie Idrac  (nascuda el 27 de juliol de 1951 a Saint-Brieuc) és una política francesa, membre del partit polític del Nouveau Centre, era el ministre d'Estat francès per al comerç exterior.

## Biografia
Idrac, alumna de l'Institut d'Estudis Polítics de París ( Sciences Po ) i de l'Escola nacional d'administració, va ser, des del 1974 fins al 1995, administrador civil en diversos llocs al Ministre de Foment (França)], d'habitatge, de medi ambient, d'urbanisme i de transports. També va ser directora general de l'establiment públic de desenvolupament rural de Cergy-Pontoise des del 1990 fins al 1993.
L'any 1995, encara directora de transports terrestres, va ser cridada al govern com a dona sorgida de la societat civil, al càrrec de secretària d'estat del transport, que va ocupar sota els dos governs de Juppé. Va portar a terme la reforma legislativa de 1996 que va suposar la cancel·lació del deute de la SNCF mitjançant la creació del RFF i l'experimentació en cinc regions de descentralització de trens regionals (TER), ampliada el 2001 per Jean-Claude Gayssot.
Filla d'André Colin, cap de MRP i de partits polítics que el van succeir al centre, va optar per unir-se a la Força Democràtica i a la Unió per a la Democràcia Francesa (UDF). Va ser elegida diputada UDF de la tercera circumscripció de les Yvelines el 1997 i reelegida el 2002, perdent a Hervé Morin a la presidència del grup UDF a l'Assemblea Nacional. Va ser presidenta del consell regional de l'illa de França (1998-2002) i va ser secretària general de la "Unió Nouvelle" per a la Democràcia Francesa (UDF).
Al setembre de 2002, va deixar el seu mandat i les seves funcions polítiques per assumir la presidència del RATP, per suggeriment del primer ministre Jean-Pierre Raffarin. Christian Blanc, aliat de la UDF, que havia estat un dels seus predecessors a la RATP, i amb qui ha portat a terme la fusió d'Air-France/ Air-Inter, es va convertir en el seu successor a la Assemblea Nacional. Els seus anys de mandat a la  RATP estan marcats sobretot per la reforma del finançament de jubilació, el llançament de l'automatització de la línia 1 del metro parisenc, la instal·lació d'un servei contractual garantit en cas de vaga, com així com contractes en països estrangers.
Va tornar al càrrec per un mandat de 5 anys el juliol del 2004, i va renunciar el 12 de juliol del 2006 per succeir a Louis Gallois com a cap de la SNCF, que va ser cridat a EADS. Ha participat en el desenvolupament de les línies TGV a una dimensió europea, en el rellançament del transport regional i en la regeneració de la xarxa per a RFF i en la rectificació de la situació de trastorn. Va obtenir la creació d'un fons autònom per a ferrocarrils jubilats, necessari per l'aplicació a les normes de comptabilitat IFRS a l'empresa.

## Altres activitats

### Juntes corporatives
- Air France – KLM, membre independent del Consell d'Administració[3]
- Bouygues, membre del Consell d'Administració
- Saint-Gobain, membre del Consell d'Administració
- Total, membre del Consell Assessor[4]
- Sia Partners, assessor principal (des del 2011)[5]